# Francisco Escoffie
Cor. Francisco Escoffie fue un militar mexicano que participó en la Revolución mexicana. Nació en Jonuta, Tabasco. Realizó sus estudios en el Colegio Militar, donde obtuvo el grado de Capitán de artillería. Se unió al movimiento constitucionalista, operando en Tabasco bajo el mando de su padrino, el general Luis Felipe Domínguez y Suárez. Alcanzó el grado de coronel. Más tarde se retiró del Ejército y se dedicó a la agricultura. 